# یون هلیم هیدرید
یون هلیم هیدرید یا یون هیدریدوهلیم(+۱) یا هلونیم یک کاتیون با فرمول شیمیایی +HeH است. این گونه شامل یک اتم هلیوم و یک اتم هیدروژن است که یک الکترون از آن کاسته شده‌است. همچنین می‌توان این گونه را به‌صورت یک هلیوم پروتون‌زایی شده در نظر گرفت. هلیوم هیدرید، سبک‌ترین یون ناجورهسته (دارای حداقل دو اتم متفاوت) است و اعتقاد بر این است که این ترکیب، اولین ترکیب ایجاد شده در کیهان، پس از مه‌بانگ است. 

## ویژگی‌های فیزیکی
یون هلیم هیدرید با مولکول هیدروژن (H۲) ایزوالکترونیک است. برخلاف یون دی‌هیدروژن +
۲H، یون هلیم هیدرید گشتاور دوقطبی ثابتی دارد، که تعیین ویژگی‌های طیف‌سنجی آن را ساده‌تر می‌کند. گشتاور دوقطبی محاسبه‌شده +
HeH، دو مقدار ۲٫۲۶ یا ۲٫۸۴ دبای است. چگالی الکترون در اطراف هسته هلیم بیشتر از هیدروژن است. در مقایسه با هسته هیدروژن، ۸۰ درصد چگالی بار الکتریکی این یون، نزدیک به هسته هلیم است و طول پیوند کووالانسی این یون ۰٫۷۷۲ آنگستروم است.

## ویژگی‌های شیمیایی و واکنش‌ها

### تولید
به‌دلیل آن‌که +
HeH در هیچ حالت قابل‌استفاده‌ای نمی‌تواند نگهداری شود، شیمی آن باید از طریق تشکیل درون‌جا مطالعه شود. واکنش‌های آن با مواد آلی، برای مثال، می‌تواند با تولید مشتق تریتیوم از ترکیب آلی مطلوب مورد مطالعه قرار بگیرد. تلاشی تریتیوم به +۳He در پی استخراج آن از یک اتم هیدروژن، +
HeH را آزاد می‌کند که پس از آن توسط ماده‌ی آلی محصور می‌شود و به نوبه‌ی خود واکنش خواهد داد.

### خاصیت اسیدی
در حقیقت، +
HeH با پروتون‌خواهی ۱۷۷٫۸ کیلوژول برمول (kJ/mol)، قدرتمندترین اسید شناخته‌شده است. خاصیت اسیدی آبی برانگاشتی هلیوم هیدرید، می‌تواند با استفاده از قانون هس تخمین زده شود:
|     | kJ/mol +۱۷۸                                              | He گازی +                                                | +H گازی                                                  | →                                                        | +HeH گازی                                                |
| (آ) | kJ/mol +۹۷۳                                              |                                                          | +HeH گازی                                                | →                                                        | +HeH آبی                                                 |
|     | kJ/mol -۱۵۳۰                                             |                                                          | +H آبی                                                   | →                                                        | +H گازی                                                  |
| (ب) | kJ/mol +۱۹                                               |                                                          | He آبی                                                   | →                                                        | He گازی                                                  |
|     | kJ/mol -۳۶۰                                              | He آبی                                                   | +H آبی                                                   | →                                                        | +HeH آبی                                                 |
|     |                                                          |                                                          |                                                          |                                                          |                                                          |
| (آ) | تخمین‌زده می‌شود که برابر باشد با تبدیل +Li گازی → +Li آبی | تخمین‌زده می‌شود که برابر باشد با تبدیل +Li گازی → +Li آبی | تخمین‌زده می‌شود که برابر باشد با تبدیل +Li گازی → +Li آبی | تخمین‌زده می‌شود که برابر باشد با تبدیل +Li گازی → +Li آبی | تخمین‌زده می‌شود که برابر باشد با تبدیل +Li گازی → +Li آبی |
| (ب) | از داده‌های انحلال‌پذیری تخمین‌زده شده‌است.                  | از داده‌های انحلال‌پذیری تخمین‌زده شده‌است.                  | از داده‌های انحلال‌پذیری تخمین‌زده شده‌است.                  | از داده‌های انحلال‌پذیری تخمین‌زده شده‌است.                  | از داده‌های انحلال‌پذیری تخمین‌زده شده‌است.                  |
تغییر انرژی آزاد تفکیک ۳۶۰- کیلوژول برمول (kJ/mol) و برابر با ثابت تفکیک اسیدی پاولینگ (pKa) حدود ۶۳- در دمای ۲۹۸ کلوین است.